# Bangun Rejo (Pagar Alam Utara)
Bangun Rejo is een bestuurslaag in het regentschap Pagar Alam van de provincie Zuid-Sumatra, Indonesië. Bangun Rejo telt 4360 inwoners (volkstelling 2010).